# Valorbiquet
Valorbiquet is een gemeente in het Franse departement Calvados in de regio Normandië. De gemeente is op 1 januari 2016 ontstaan door de fusie van de gemeenten La Chapelle-Yvon, Saint-Cyr-du-Ronceray, Saint-Julien-de-Mailloc, Saint-Pierre-de-Mailloc en Tordouet. Valorbiquet telde op 1 januari 2022 2.465 inwoners.

## Geografie
De oppervlakte van Valorbiquet bedroeg op 1 januari 2022 28,66 vierkante kilometer; de bevolkingsdichtheid was toen 86 inwoners per km².
De onderstaande kaart toont de ligging van Valorbiquet met de belangrijkste infrastructuur en aangrenzende gemeenten.

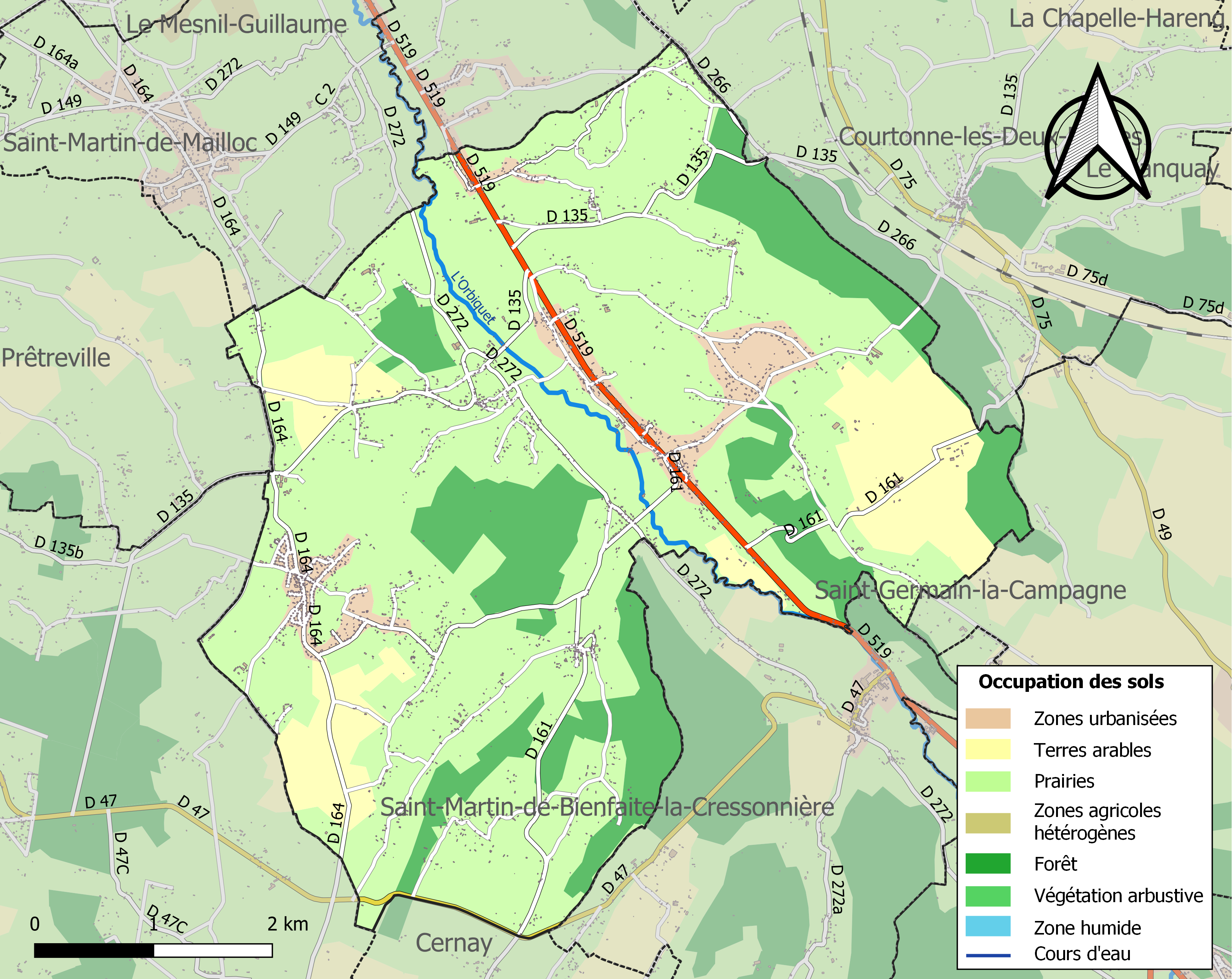